# ماري ونايت
ماري ونايت (بالإنجليزية: Marie Knight)‏ هي مغنية أمريكية، ولدت في 1 يونيو 1925 في سانفورد في الولايات المتحدة، وتوفيت في 30 أغسطس 2009 في هارلم في الولايات المتحدة بسبب ذات الرئة.

## وصلات خارجية
- ماري ونايت على موقع IMDb (الإنجليزية)
- ماري ونايت على موقع ميوزك برينز (الإنجليزية)
- ماري ونايت على موقع ديسكوغز (الإنجليزية)